# قطعنامه ۱۶۴۸ شورای امنیت
قطعنامه ۱۶۴۸ شورای امنیت سازمان ملل متحد که در تاریخ ۲۱ دسامبر ۲۰۰۵ تصویب شد، سندی بین‌المللی دربارهٔ بررسی وضعیت خاورمیانه است. این قطعنامه طی نشست ۵۳۳۹ام با ۱۵ رای موافق، ۰ مخالف و ۰ ممتنع تصویب شد.